# Abner Vinícius
Abner Vinícius (Presidente Prudente, 2000. május 27. –) olimpiai bajnok brazil korosztályos válogatott labdarúgó, a spanyol Real Betis hátvédje.

## Pályafutása

### Klubcsapatokban
Abner a brazíliai Presidente Prudente városában született. Az ifjúsági pályafutását a Ponte Preta akadémiájánál kezdte.
2019-ben mutatkozott be a Ponte Preta felnőtt keretében. 2019 nyarán az Athletico Paranaenséhez igazolt. 2023. január 15-én 6½ éves szerződést kötött a spanyol első osztályban szereplő Real Betis együttesével. Először a 2023. január 21-ei, Espanyol ellen 1–0-ra elvesztett mérkőzésen lépett pályára.

### A válogatottban
Abner 2019 és 2021 között tagja volt a brazil U23-as válogatottnak.

## Statisztikák
2023. február 1. szerint
| Klub       | Szezon   | Osztály  | Bajnokság | Bajnokság | Kupa és Ligakupa | Kupa és Ligakupa | Nemzetközi | Nemzetközi | Összesen | Összesen |
| Klub       | Szezon   | Osztály  | Meccs     | Gól       | Meccs            | Gól              | Meccs      | Gól        | Meccs    | Gól      |
| ---------- | -------- | -------- | --------- | --------- | ---------------- | ---------------- | ---------- | ---------- | -------- | -------- |
| Real Betis | 2022–23  | La Liga  | 2         | 0         | 1                | 0                | —          | —          | 3        | 0        |
| Összesen   | Összesen | Összesen | 2         | 0         | 1                | 0                | 0          | 0          | 3        | 0        |

## Sikerei, díjai
Brazil U23-as válogatott
- Nyári Olimpiai Játékok – Labdarúgás
  - Aranyérmes (1): 2020